# Павел Карцов
Павел Петрович Карцов (на руски: Павел Петрович Карцов) е руски офицер, генерал от пехотата. Военен теоретик и писател. Участник в Руско-турската война (1877 – 1878).

## Биография
Павел Карцов е роден през 1821 г. в Новгородска губерния в семейство на потомствен дворянин. Ориентира се към военното поприще. Завършва Новгородския кадетски корпус и Дворянския полк. Действителна военна служба започва с военно звание прапоршчик в лейбгвардейския Семьоновски полк (1842).
Участва в Унгарския поход (1848 – 1849). Назначен е за командир на Санктпетербургския гренадирски полк (1861 – 1865). Повишен е във военно звание генерал-майор от 1862 г.
Участва в потушаването на Полското въстание (1863 – 1864). Повишен е във военно звание генерал-лейтенант с назначение за командир на 7-а пехотна дивизия и 3-та пехотна дивизия (1870, 1876).
Участва в Руско-турската война (1877 – 1878). На 28 август 1877 г. е назначен за командир на Ловчанско-севлиевския отряд (от 1 януари 1878 г. преименуван в Троянски отряд), в състав 6000 войника и 24 оръдия, пехота: 9-и Староингерманландски пехотен полк (пълен състав от 15 роти), 10-и Новоингерманландски пехотен полк (2-ра, 5-а и 7-а рота; 3-ти батальон, 4 роти от 10-и батальон, рота от 6-и сапьорен батальон); кавалерия: 6 сотни от 30-и Донски казашки полк, 4,5 сотни от Донски казашки полк; артилерия: 3-та батарея от 3-та артилерийска бригада. Силите на отряда са разположени в Ловеч и Севлиево.
Участва в прекъсване комуникационните линии на обсадената в Плевен Западна армия. Освобождава Тетевен и Ябланица.
Участва в зимното преминаване Стара планина през Троянския проход през януари 1877 г.. Действията на отряда са подпомагани от въоръжени български доброволчески чети на Цеко Петков и Георги Пулевски. Подвозването на хранителни продукти и разчистването на снега по планинските пътеки е дело на 400 българи доброволци. Противниковият османски гарнизон е в състав от 6 табора и 100 войника от султанската гвардия с 2 оръдия.
Генерал-лейтенант Павел Карцов разделя отряда си на 3 колони: лява с командир полковник Митрофан Греков, дясна с командир полковник граф Николай Татишчев и централна с командир генерал-лейтенант Павел Карцов. Битката за Троянския проход продължава 5 денонощия на 23/26 декември-3/7 януари 1878 г. в условията на силен студ и дълбок сняг. В 1 ч. 10. минути на 7 януари е превзета най-високата част на прохода Орлово гнездо. Жертвите на отряда са: 26 убити, 62 ранени, 6 изчезнали безследно и 48 измръзнали. Спускането по южния склон на прохода предизвиква недоумение сред турското командване. Свидетелството на турски парламентьор е убедително:
„Телеграфът донесе вестта за преминаването на русите през Троян. На всички това ни се стори дори невероятно. През Троян?! И то зиме?! Откровено казано, ние не повярвахме на това известие.“
Превземането на Троянския проход предизвиква паника сред турските сили в Стрямската долина. Отрядът на генерал Павел Карцов с лекота овладява село Христо Даново, градовете Сопот и Карлово и село Калояново. В следващите бойни действия достига до Галиполския полуостров.
След войната е повишен във военно звание генерал от пехотата от 1892 г. Издава редица разработки, посветени на теорията и практиката на командването на подразделение и част. Проучва и публикува трудове по историята на военното дело в Русия. Автор на „Воспоминания участника минувшей войне“ (1879), личните и служебни спомени „Из прошлого“ (1888).

### Памет
Признателните троянци издигат бюст-паметник на генерал Павел Карцов в централната част на града. Негов паметник има и в село Христо Даново и град Карлово. Улици в Троян, Сопот и Карлово носят неговото име.
В чест от победата на руското оръжие на най-високия дял от Троянския проход е издигната „Арка на победата“. В близост до нея е вековният Карцов бук, свидетел на битката. Карцовият бук е наречен така, след като генералът врязва сабята си в него – презумпцията е, че руската сабя ще отсече главата на вековната Османска империя.
Родство: брат генерала от пехотата Александър Карцов.